# Жилой флигель мещанина И. Ф. Васильченко
Жилой флигель мещанина И. Ф. Васильченко  — выявленный памятник градостроительства и архитектуры в историческом центре Нижнего Новгорода. Выстроенное в 1913—1914 годах, здание является характерным образцом нижегородского деревянного доходного дома начала XX века.
Дом занимает важное градостроительное положение, формируя фронт застройки нечётной стороны улицы Шевченко, закрепляя красную линию улицы. Здание входит в градостроительный ансамбль застройки исторического района Большие овраги — уникального историко-культурного и природно-ландшафтного образования Нижнего Новгорода, образованного вокруг градостроительной доминанты — церкви Воскресения Христова (1884—1886).

## История
Дом расположен в центре исторического района Нижнего Новгорода — Большие овраги. Домовладение начало застраиваться не ранее 1840-х годов и, вероятно, первым владельцем был мещанин Михаил Ляпин, выстроивший на участке деревянный одноэтажный на каменном фундаменте дом в классицистическом стиле. План-фасады дома были утверждены Высочайшим указом императора Николая I от 25 июля 1846 года. В 1869 году государственная крестьянка А. И. Цаплина подала прошение в Строительное отделение Нижегородского губернского правления на утверждение плана застройки участка на углу улиц Малая Ямская и Архангельская (Шевченко). Участок уже был частично застроен: по красной линии Малой Ямской улицы располагался деревянный одноэтажный дом на каменном полуэтаже; по границе участка — службы с погребами и амбаром; в отдалённой части — деревянная баня. План перестройки предполагал возвести два пристроя. Характер застройки участка в этот период являлся классическим примером нижегородской малоэтажной городской усадьбы 2-й половины XIX века, предназначенной для проживания одной семьи.
В 1874 году домовладение принадлежало мещанину Морозову. В начале XX века перешло в собственность мещанина Ивана Фёдоровича Васильченко. В его состав входили: двухэтажный деревянный дом с подвалом, одноэтажный деревянный пристрой, одноэтажный каменный флигель, службы и деревянная лавка. Васильченко решил увеличить доходность владения, построив в расстоянии 4 сажен от крыльца главного дома новый двухэтажный дом с фасадом, выходящим на ул. Архангельскую и деревянные службы по границе соседнего владения. Согласно плану, фасаду и разрезу новый двухэтажный дом идентифицируют с существующим.
2 июля 1913 года Нижегородская городская управа разрешила Васильченко постройку деревянного дома и служб. Строительство завершилось в 1914 году. Здание числилось в собственности Васильченко вплоть до 1918 года. В 1918 году, на момент экспроприации на основании Декрета СНК «О муниципализации частной собственности в городах» от 20 августа 1918 г. в состав домовладения входили: деревянные двухэтажный дом, двухэтажный флигель с подвальным жилым помещением и мезонином, каменный одноэтажный флигель, деревянные службы и сад.
В советский период дом использовался под жилые помещения. В доме было 7 квартир. В 2012 году здание было признано аварийным. Здание было расселено и готовилось к сносу. 2 февраля 2018 года нижегородские архитектор И. С. Агафонова и юрист М. И. Чуфарина подали заявление в управление государственной охраны объектов культурного наследия Нижегородской области о включении дома в Единый государственный реестр объектов культурного наследия. 18 июня дом приказом управления государственной охраны объектов культурного наследия Нижегородской области был включён в перечень выявленных объектов культурного наследия. Приказом № 136 от 30.03.2020 дом был включен в Единый государственный реестр в качестве объекта культурного наследия регионального значения.
28 апреля 2020 года дом загорелся. Предположительная причина пожара — поджог.

## Архитектура
Дом обладает выразительной динамичной объёмно-пространственной композицией, с расположенной по центру лестничной клеткой, выделенной щипцом. Центральная ось фасада выделена деревянным двускатным навесом над входом, опирающимся на консоли. Щипец и консоли заимствованы из архитектуры неорусского стиля. Двустворные двери имеют рисунок, характерный для стиля модерн. Фланговые оси с широкими оконными проёмами подчёркнуты двумя симметричными пологими фронтонами. Окна украшены наличниками простой формы: пересекающиеся горизонтальные и вертикальные доски с декоративными элементами в форме заострённых пик на концах.